# Smash (The Offspring)
Smash is het derde studioalbum van de Amerikaanse punkrockband The Offspring, uitgebracht op 8 april 1994 door Epitaph Records. Het album was de introductie van The Offspring in wereldwijde populariteit, en produceerde een aantal hitsingles, waaronder "Come Out and Play", Self Esteem en Gotta Get Away. Samen met Green Day's Dookie was Smash verantwoordelijk voor het mainstream maken van punkrock en hielp hij de weg vrijmaken voor de opkomende poppunkscene van de jaren negentig. Als favoriet bij de fans ontving het album over het algemeen positieve recensies van critici en kreeg het de aandacht van grote labels, waaronder Columbia Records, waarmee de band in 1996 zou tekenen. Het is het eerste album waar Dexter Holland in plaats van zanger ook als gitarist word gecrediteerd. 

## Achtergrond en opname
Na een tournee ter ondersteuning van hun vorige album Ignition (1992), nam de band hun volgende album binnen drie maanden op in de opnamestudio van Track Record in North Hollywood (Californië). Smash was het laatste studioalbum van de band dat werd geproduceerd door Thom Wilson, die met hen had gewerkt sinds The Offspring (1989). Volgens gitarist Noodles belde de band constant met de studio om te vragen naar niet geboekte opnamemomenten, waarop ze konden opnemen tegen een kortingsprijs. Aan de laatste vier nummers van het album werd slechts twee nachten in de studio gewerkt.
Smash werd wereldwijd meer dan elf miljoen keer verkocht, waardoor het het best verkochte album is dat is uitgebracht door een onafhankelijk platenlabel en het was ook het eerste album van het label Epitaph Records dat de status van goud en platina verkreeg. In de Verenigde Staten zijn er van Smash meer dan zes miljoen exemplaren verkocht en is het album zes keer platina gecertificeerd door de RIAA. Het album behaalde de vierde plaats in de Amerikaanse Billboard 200.

## Nummers
| No. | Titel                                                                                | Looptijd |
| --- | ------------------------------------------------------------------------------------ | -------- |
| 1.  | "Time To Relax"                                                                      | 0:25     |
| 2.  | "Nitro (Youth Energy)"                                                               | 2:27     |
| 3.  | "Bad Habit"                                                                          | 3:43     |
| 4.  | Gotta Get Away                                                                       | 3:52     |
| 5.  | "Genocide"                                                                           | 3:33     |
| 6.  | "Something To Believe In"                                                            | 3:17     |
| 7.  | "Come Out And Play" ("Come Out And Play (Keep ‘Em Serperated)" op remastered editie) | 3:17     |
| 8.  | Self Esteem                                                                          | 4:17     |
| 9.  | "It‘ll Be a Long Time"                                                               | 2:43     |
| 10. | "Killboy Powerhead" (The Didjits cover)                                              | 2:02     |
| 11. | "What Happened To You?"                                                              | 2:12     |
| 12. | "So Alone"                                                                           | 1:17     |
| 13. | "Not the One"                                                                        | 2:54     |
| 14. | "Smash"                                                                              | 10:42    |

## Betrokkenen

### The Offspring
- Dexter Holland - zang, slaggitaar
- Noodles - leadgitaar, achtergrondzang
- Greg K. - basgitaar, achtergrondzang
- Ron Welty - drums

### Aanvullende zangers
- Jason "Blackball" McLean - aanvullende zang op "Come Out and Play"
- John Mayer - stem op "Time To Relax", "Genocide" en "Smash"